# فيليب دوفي
فيليب دوفي (بالإنجليزية: Philip Duffy)‏ هو ملحن بريطاني، ولد في 1943.